# Saint-Caradec-Trégomel
Saint-Caradec-Trégomel település Franciaországban, Morbihan megyében. Lakosainak száma 468 fő (2022. január 1.). Saint-Caradec-Trégomel Ploërdut, Lignol, Berné, Priziac, Le Croisty és Kernascléden községekkel határos.

## Népesség
A település népessége az elmúlt években az alábbi módon változott:
| Lakosok száma | 796  | 580  | 509  | 477  | 464  | 472  | 480  | 480  | 479  | 468  |
|               | 1968 | 1982 | 1990 | 2006 | 2013 | 2015 | 2017 | 2019 | 2020 | 2022 |